# Décès en 1006
Décès
- 1002
- 1003
- 1004
- 1005
- 1006
- 1007
- 1008
- 1009
- 1010

Cette page dresse une liste de personnalités mortes au cours de l'année 1006 :
- 21 juillet : Gisèle de Bourgogne, duchesse de Bavière.
- 26 décembre : Gao Qiong (en), général de la dynastie Song.

- Ælfhelm, ealdorman en Northumbrie.
- Al-Marzuban (en), souverain bawandide.
- Azon le Vénérable, prélat.
- Cenwulf, abbé de Peterborough puis évêque de Winchester.
- Cú Connacht mac Dundach (en), roi irlandais (Síol Anmchadha).
- Emma d'Italie, reine des Francs et peut-être duchesse de Bohême.
- Fulcran de Lodève, évêque de Lodève.
- Hildebert, abbé de Saint-Ouen, restaurateur de l'abbaye.
- Ibn Marzouban, médecin perse.
- Maude de Normandie (en), noble normande.
- Giovanni Orseolo (en), noble italien (Dux Dalmatiae).
- Ólafr Pái (en), ou Ólafr Höskuldsson, marchand et chef de l'État libre islandais.
- Raoul d'Avranches, évêque de Bayeux.
- Sherira Gaon, un des premiers chroniqueurs de l'histoire des Juifs aux temps de la Mishna et du Talmud.
- Thorvald Eriksson, explorateur viking.
- Fiachra Ua Focarta (en), abbé de Clonfert en Irlande.

## Crédit d'auteurs
- Cet article est partiellement ou en totalité issu de l'article intitulé « 1006 » (voir la liste des auteurs).